# Carl Bergström (ämbetsman)
Carl Vilhelm Bergström, född den 19 juni 1861 i Lilla Malma socken, Södermanlands län, död den 3 juli 1918 i Umeå, var en svensk ämbetsman.
Bergström blev student vid Uppsala universitet 1880 och avlade examen till rättegångsverken 1884. Han blev vice häradshövding 1888, extra ordinarie landskanslist i Västerbottens län sistnämnda år, länsnotarie där 1890 och kronofogde i Skellefteå fögderi 1893. Bergström var sekreterare vid Västerbottens läns landsting 1888–1904, vice auditör vid Västerbottens fältjägarkår 1892–1898 och landskamrerare i Västerbottens län från 1904 till sin död. Han blev riddare av Nordstjärneorden 1911. Bergström vilar på Västra kyrkogården i Umeå.